# Giulio Antamoro
Giulio Cesare Antamoro, conosciuto anche come Gant (Roma, 1º luglio 1877 – Roma, 8 dicembre 1945), è stato un regista italiano.

## Biografia
Inizia la sua attività di regista cinematografico presso gli stabilimenti Cines di Roma come realizzatore di cortometraggi comici spesso interpretati da Polidor, nel 1911 lavora al film Pinocchio, prima versione filmica del libro di Collodi. Alla fine degli anni venti è attivo presso gli stabilimenti cinematografici di Firenze Rifredi, dove dirige due film di argomento religioso: Frate Francesco, prodotto dalla I.C.S.A.  ed Antonio di Padova, il santo dei miracoli, prodotto dalla S.A.C.R.A.S.

## Filmografia

### Regista
- Tontolini – cortometraggio (1910)
- Pinocchio (1911)

- Suonatori ambulanti – cortometraggio (1912)
- Un intrigo a corte – cortometraggio (1913)
- La sfumatura – cortometraggio (1913)
- La donna è come l'ombra (1913)
- Metempsicosi (1913)
- Dopo la morte – cortometraggio (1913)
- Fra uomini e belve (Avventure in India) (1913)
- Colei che doveva morire (1915)
- La rivincita del passato – cortometraggio (1915)
- La fiammata patriottica – cortometraggio (1915)
- L'avvenire in agguato (1916)
- Christus (1916)
- Freccia d'oro (1916)
- Il canto dell'agonia (1916)
- L'inesorabile, co-regia di Ignazio Lupi – cortometraggio (1916)
- I novanta giorni (1916)
- Sotto il dominio di una tomba (1915)
- Oltre i confini dell'anima (1917)
- Il buon ladrone (1917)
- Le nove stelle (1917)
- Il lupo (1917)
- Quaranta miliardi e una corona (1917)
- Ursus (1917)
- La storia dei tre – cortometraggio (1917)
- Leda senza cigno (1918)
- Il doppio volto (1918)
- Una peccatrice (1918)
- Sole (1918)
- Il rifugio (1918)
- Io te uccido! (1919)
- Il bacio di Dorina (1919)
- La fiamma e la cenere (1919)
- La bambola infranta (1920)
- Zoya (1920)
- Dopo il suicidio (1920)
- Miss Dorothy (1920)
- La campana dello scandalo – cortometraggio (1920)
- Smarrita! (1921)
- L'arte nel suo mistero (1921)
- Don Carlos (1921)
- La fanciulla di Pompei (1925)
- Frate Francesco (1927)
- Vera Mirzewa (Der Fall des Staatsanwalts M...), co-regia di Rudolf Meinert (1928)
- Antonio di Padova, il santo dei miracoli (1931)
- Fanfulla da Lodi, co-regia di Carlo Duse (1940)
- L'angelo bianco, co-regia di Federico Sinibaldi e Ettore Giannini (1943)